# 陳鉞 (成化乙未進士)
陳鉞（1450年—？年），字汝威，應天府溧陽縣人，軍籍，明朝政治人物。十一月二十八日生，行一，治《書經》。

## 生平
由縣學生中式成化十年（1474年）甲午科應天府鄉試第十七名舉人，年二十六歲中式成化十一年（1475年）乙未科會試第一百十名，第三甲第一百二十二名進士。授華容縣知縣。

## 家族
曾祖陳能；祖陳義，義官；父陳珙，義官；母徐氏。重慶下，妻楊氏，弟鎬；鑰；鎧。